# Bakteriální boulovitost kořenů

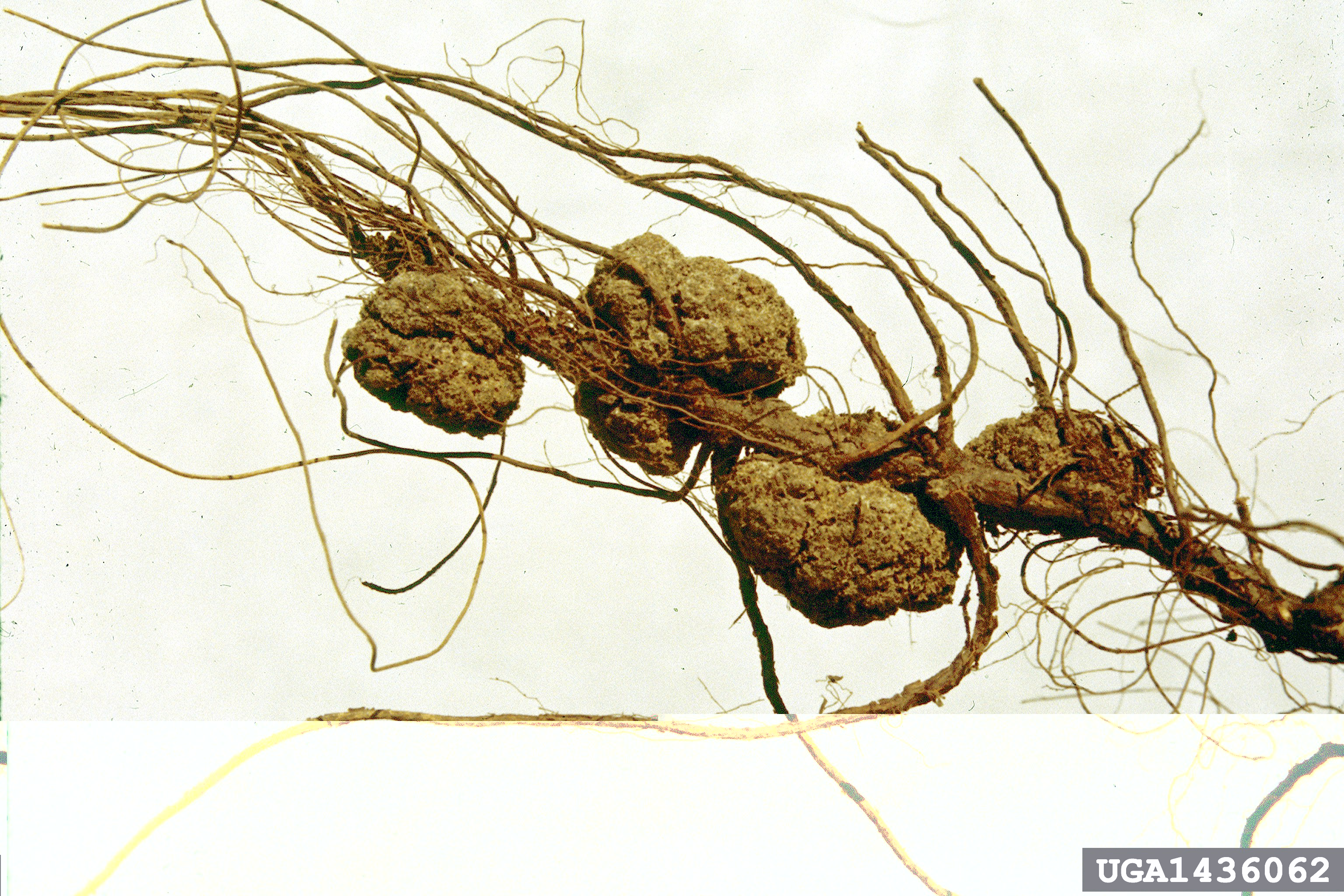
Nádorovitost způsobená patogenem Agrobacterium tumefaciens na kořenech Carya illinoensis

Bakteriální boulovitost kořenů je choroba způsobovaná bakterií Agrobacterium tumefaciens z čeledi Rhizobiaceae. Bakterie Agrobacterium tumefaciens je obecně rozšířený polyfágní parazit. Typickým příznakem onemocnění jsou různě velké a utvářené nádory na kořenech a spodních částech rostlin. Napadení často končí úhynem. Bakterie přetrvávají v půdě a rozšiřují se pomocí celé řady hostitelů, včetně plevelů. Jediným spolehlivým způsobem ochrany je prevence.

## EPPO kód patogena
AGRBTU

## Synonyma

### Vědecké synonyma patogena
- Achromobacter radiobacter
- Agrobacterium radiobacter subsp. tumefaciens
- Agrobacterium radiobacter var. radiobacter
- Alcaligenes radiobacter
- Bacillus radiobacter
- Bacterium radiobacter
- Bacterium tumefaciens Smith and Townsend 1907
- Phytomonas tumefaciens (Smith and Townsend 1907) Bergey et al. 1923
- Polymonas tumefaciens (Smith and Townsend 1907) Lieske 1928
- Pseudomonas radiobacter
- Pseudomonas tumefaciens Smith and Townsend 1907) Duggar 1909

### České synonyma choroby
- bakteriální nádorovitost
- bakteriální nádorovitost révy vinné
- bakteriální bobulovitost kořenů ovocných stromů
- bakteriální nádorovitost révy vinné
- tumorovitost řepy
- bakteriální boulovitost
- nádorovitost kořenů.

## Zeměpisné rozšíření
Bakterie Agrobacterium tumefaciens je rozšířena prakticky ve všech klimatických podmínkách a půdách.

## Hostitel
Peckoviny, jabloně, hrušně, okrasné stromy a řada bylinných druhů, např. slunečnice, pelargónie, jiřiny. 

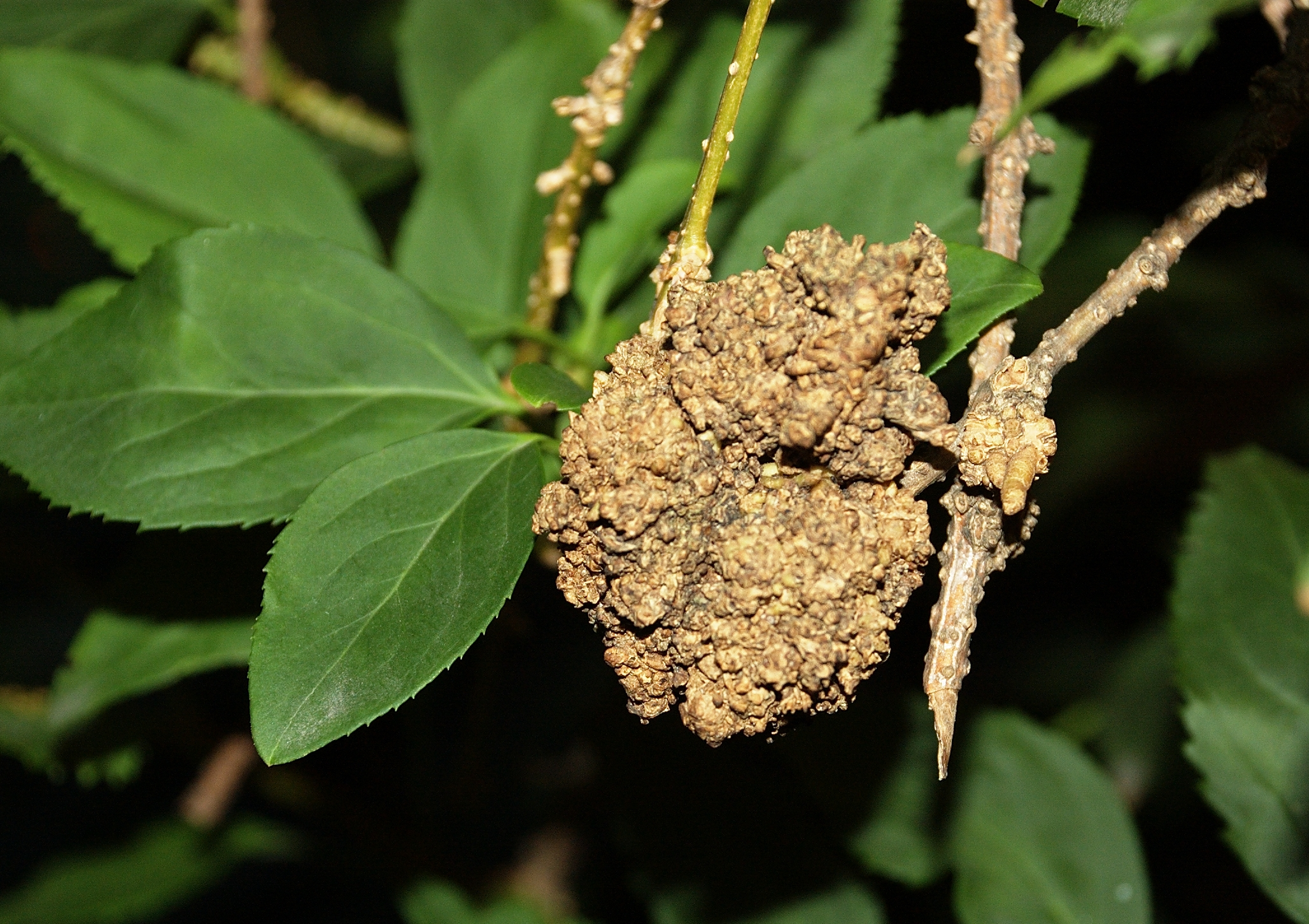
Nádorky způsobené Agrobacterium tumefaciens na spodních větvičkách zlatice (Forsythia)

 Celkem napadá více než 100 druhů rostlin. 

## Příznaky
Bakterie vyvolává různě velké a utvářené nádory na kořenech, kmenu a kořenových krčcích nebo částech rostliny blízko nad zemí. Zpočátku se objeví malé bílé nádory o velikosti hrášku bělavé, měkké, později hnědnou a dřevnatí a rozpadají se. Napadené stromy odumírají. Charakteristické je rovněž zpoždění ve vegetativním i generativním vývoji. U révových sazenic bývají nádorky obvykle v místě srůstu roubu a podnože. Postižené keře révy mají světlejší zbarvení, kratší přírůstky a listy se stáčejí rubem ke slunci. 

## Možnost záměny
Je možnost záměny s nádorovitostí brukvovitých rostlin. Brukvovité však bývají bakterií Agrobacterium tumefaciens napadány pouze zřídka, u košťálové zeleniny se jedná téměř vždy o houbové onemocnění (Plasmodiophora brassicae). Méně zkušený pěstitel může napadení zaměnit s kalusem na poškozené tkáni.

## Význam
Mladé rostliny s nádory na hlavním kmeni zpravidla odumřou. Vážné škody tato choroba působí ve výsadbách vinné révy, kde mortalita (úhyn) napadených keřů někdy přesahuje 50 %. Výnos u keřů napúadených patogenem bývá snížen o 20-50%. U dřevin dochází k horšímu vyzrávání dřeva a zvyšuje se tak riziko namrzání. 

## Biologie
Patogenní tyčinky se vyvíjí po jedné nebo v krátkých řetězcích. Netvoří spory. Patogen preferuje vlhké půdy bohaté na živiny.

## Šíření
Vstupní branou infekce jsou mechanická poškození. K infekcím dochází především za vlhkého a teplého počasí, silnější výskyty jsou na alkalických půdách.Pro infekci jsou ideální teploty 20- 22 °C. 

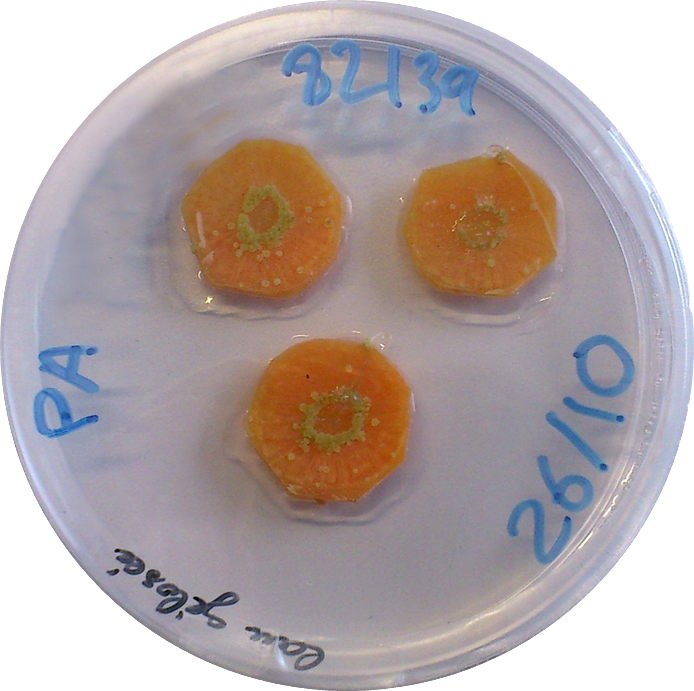
Karotka infikovaná patogenem Agrobacterium tumefaciens.

## Ochrana rostlin

### Prevence
Proti této chorobě neexistují žádné účinné přípravky, proto je ochrana založena na prevenci. Použití zdravého materiálu, předcházení mechanickému poškození, větší rány po řezu u mladých rostlin zatírat stromovým balzámem nebo latexem, napadené keře, větve stromů (příp. celé stromy) odstranit a spálit. Při vysokém napadení výsadby vinné révy je někdy nutné zlikvidovat celou výsadbu, zejména pokud napadení keřů přesahuje 30-50 %. Před výsadbou lze kořeny stromků máčet v 1 % roztoku modré skalice. Částečným řešením může být i sterilizace půdy před pěstováním.  Kyselá půdní reakce snižuje výskyt onemocnění. 

### Biologický boj
Perspektivní pro ochranu prostlin je aplikace Agrobacterium tumefaciens kmen 84, bakterie produkuje bakteriocin.

### Karanténa
Rostliny z infikovaných oblastí nemohou být použity pro pěstování. Obchodovat s rostlinami s nádory je zakázáno. Nemocné rostliny musí být vyřazeny už ve školce. 